# Johann Zainer

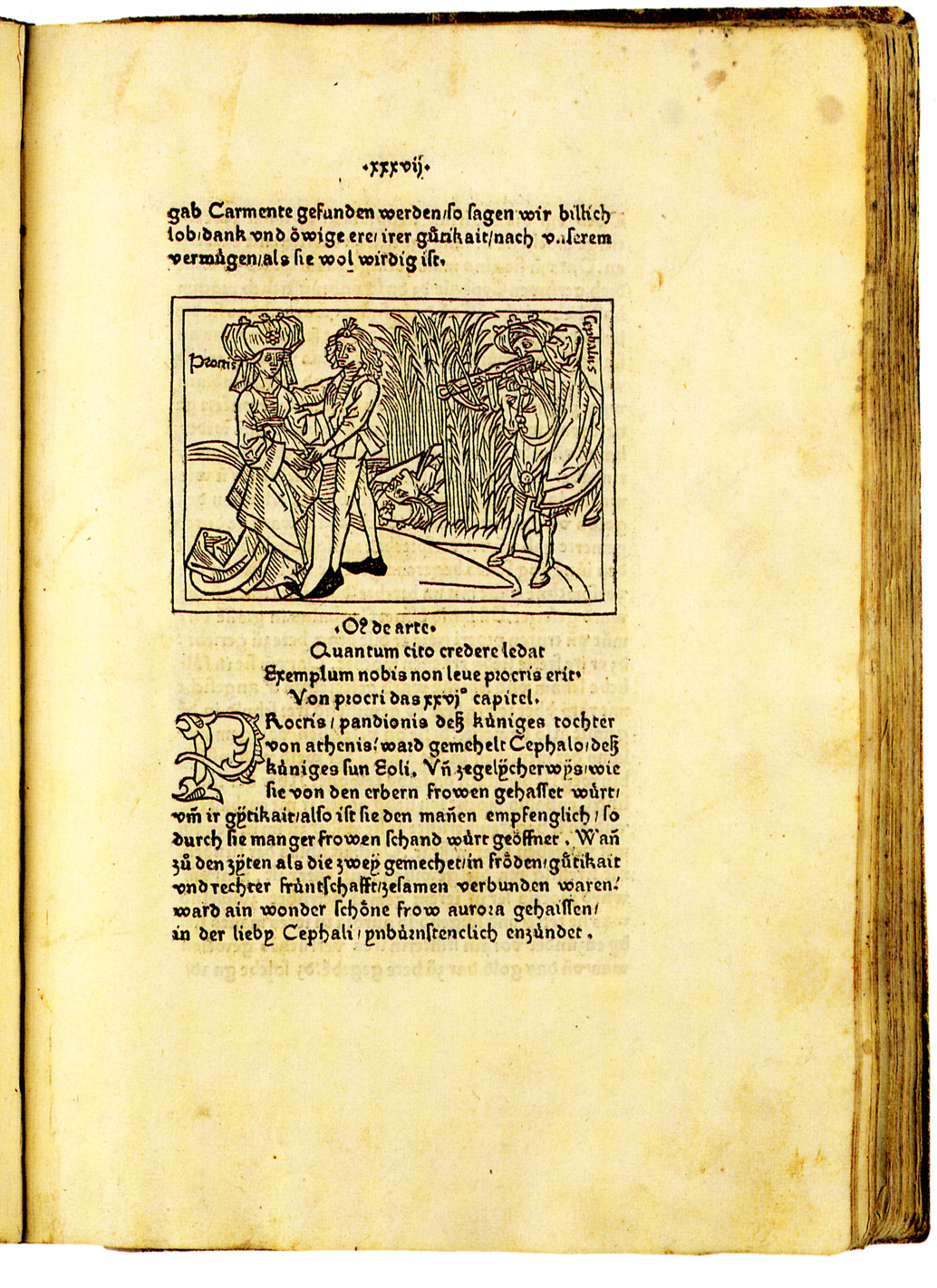
Deutsche Erstausgabe von Boccaccios De claris mulieribus (dt. Übersetzung Von etlichen Frowen von Heinrich Steinhöwel), gedruckt in Ulm von Johann Zainer, nicht vor dem 14. August 1473.

Johann Zainer († um 1523) war der zweite Drucker in Ulm, der mit einem ersten Druck 1473 dort belegt ist; er entwickelte den Buchschmuck weiter und gab die erste deutsche Übersetzung eines Werks von Giovanni Boccaccio, De claris mulieribus, heraus.

## Leben
Johann Zainer stammte – wie Günther Zainer, Drucker in Augsburg – aus Reutlingen; womöglich waren die beiden Brüder, mit ziemlicher Sicherheit zumindest jedoch verwandt. Ebenso wie der Augsburger erhielt er seine Ausbildung zum Drucker in Straßburg, wo 1465 seine Heirat mit Susanne Zuckwert, der Tochter eines Maurers, ins Bürgerbuch eingetragen wurde.
Sein frühester Druck, die Pestordnung des Ulmer Stadtarztes Heinrich Steinhöwel, datiert aus dem Jahr 1473. Nach einer anfänglich erfolgreichen Tätigkeit ging Zainers Geschäft nach einigen Jahren zurück; er wurde, wohl aufgrund von Schulden, 1493 der Stadt verwiesen, kehrte aber später zurück, druckte, wenn auch nur noch wenig, bis 1515 und wurde 1523 zum letzten Mal erwähnt.

## Werk
Bedeutende Drucke aus Johann Zainers Ulmer Offizin sind eine deutsche Chronik, verfasst von Heinrich Steinhöwel, die als eines der ältesten mit beweglichen Lettern gedruckten Zeitbücher gilt, und das von demselben ins Deutsche übersetzte Werk De claris mulieribus von Giovanni Boccaccio: Von etlichen Frowen. Eine weitere Übersetzung Steinhöwels, die der Fabeln des Äsop, sowie Petrarcas Griseldis (1473) kamen ebenfalls aus Zainers Presse. Darüber hinaus druckte er eine Reihe theologischer Schriften, u. a. 1480 eine Bibel und die im Wiegendruckverfahren hergestellte Fridolinsvita. Wie viele seiner Kollegen orientierte sich auch Zainer sowohl an den Interessen der Geistlichkeit als auch an denen der Bürger; geschäftlich erfolgreich war er damit nicht.
Vor allem die Verpflichtung des hernach Boccaccio-Meister genannten Künstlers für die Mehrzahl der Illustrationen in dem Petrarca, dem Boccaccio und dem Äsop hat Johann Zainer den Ruhm eingebracht, den Buchschmuck entscheidend weiter gefördert zu haben; im Gegensatz zu den bisher üblichen, die Kontur betonenden Holzschnitten zeichnen sich die Schnitte des Boccaccio-Meisters durch Hell-Dunkel-Effekte, Räumlichkeit und Plastizität aus, ein Stil, der seit den 1480er Jahren prägend wurde für die Illustration der frühen Drucke und den später zum Beispiel Albrecht Dürer vervollkommnete.